# La Voce del Popolo
La Voce del popolo (hrvatski prijevod: Glas naroda) su hrvatske dnevne novine na talijanskom jeziku koje se izdaju u Rijeci, organ Talijanske Unije, organizacije koja predstavlja talijansku manjinu u Sloveniji i Hrvatskoj.

## Povijest
Izvorni dnevni list La Voce del Popolo nastao je u Rijeci daleke 1885. godine. Zabranili su ga fašisti nakon aneksije grada Kraljevini Italiji. Dnevnik ponovno uspostavljaju talijanski antifašisti (partizani) 1944. godine. Novine i dan danas izlaze svakodnevno pod okriljem izdavačke kuće EDIT sa sjedištem u Rijeci. Svi su tekstovi pisani na standardnom talijanskom jeziku i u manjem opsegu na talijanskim dijalektima Istre i Kvarnera, a čitaju ih pretežito Talijani iz Hrvatske i Slovenije, njih oko 30.000.[nedostaje izvor] Novine se dobro prodaju i u Trstu. Izuzetnu posjećenost bilježe i internetske stranice lista.[nedostaje izvor]
La Voce del Popolo član je Udruge manjinskih dnevnih listova MIDAS.

## Edicije
La Voce del popolo izlazi u sljedećim edicijama:
- Rijeka koja pokriva cijelu Primorsko-goransku županiju (Hrvatska).
- Istra pokriva cijelu Istarsku županiju (Hrvatska) isključujući Pulu.
- Pula pokriva cijelu općinu Pula (Hrvatska).
- Kopar pokriva cijelu slovensku Istru.
- Furlanija-Julijska krajina koja pokriva cijelu bivšu pokrajinu Trst.

## Vanjske poveznice
- Službena stranica
- La voce online – Arhivirana inačica izvorne stranice od 2. siječnja 2014. (Wayback Machine)